# Francisco Xavier de Luna Pizarro
Francisco Xavier de Luna Pizarro Pacheco (né le 3 novembre 1780 à Arequipa et mort 2 février 1855 à Lima) est un prêtre et homme d'État péruvien, et le rédacteur de la Constitution de 1823. 

## Biographie
En tant que président du Congrès, il a assuré deux brefs intérims au poste de président du Pérou : en 1822 pendant 48 heures avant la prise de fonction de José de La Mar ; en 1833 pour la même période avant l'investiture de Luis José de Orbegoso y Moncada. Il fut primat du Pérou en tant qu'archevêque de Lima de 1843 à 1855.